# Muinak
Muinak este un oraș în nordul Uzbekistanului, centru administrativ al raionului omonim și fost port și stațiune balneară la Marea Aral. În 2018 orașul avea 13 mii locuitori. Scăderea nivelului Mării Aral cu peste 10 m a condus la închiderea (în 1983) portului maritim, iar ulterior și a fabricii de prelucrare a peștelui, una din cele mai mari din Asia Centrală. Destinul Muinakului, cîndva una din cele mai importante stațiuni turistice din Asia Centrală sovietică, este un exemplu al impactului catastrofei ecologice cauzate de secarea Aralului.
Muinakul este locul de exil al Martei Skawronski, eroina principală din romanul Cântecul mării de Oleg Serebrian, tot aici desfășurându-se o parte din acțiunile descrise în romanul său Woldemar.